# Kabinett Freyberg
Das Kabinett Freyberg bildete die achte eigentliche Landesregierung (bis 1939 anhaltisches Staatsministerium genannt) des Freistaates Anhalt 1932–1940.
Am 24. April 1932 gewann die NSDAP die vorgezogenen Wahlen zum anhaltischen Landtag mit 41,6 % der Stimmen. Im nächsten Monat stellte diese Partei dann gemeinsam mit der DNVP die neue Führung des anhaltischen Staatsministerium und war damit die erste von der NSDAP geführte deutsche Landesregierung.
Als Staatsminister wurde Willy Knorr berufen, welcher bereits 1924 das Kabinett Knorr angeführt hatte. Mit dem Ausscheidens Knorrs im April 1933, welches durch die Umbildung des Landtags erreicht wurde, regierte der Ministerpräsident bis Mai 1933 kurzzeitig alleine.
Ab 5. Mai 1933 war zur Kontrolle der Kommunalpolitik ein sogenannter Reichsstatthalter eingesetzt worden. Bis zu seinem Tod im Oktober 1935 war dies Wilhelm Loeper und anschließend bis 1937 der Gauleiter Thüringens, Fritz Sauckel. Es folgte bis Kriegsende Rudolf Jordan.
Nach der Übernahme des Amtes als Oberbürgermeister Leipzigs, welches er seit August 1939 innehatte und dafür als Staatsminister beurlaubt war, wurde Alfred Freyberg am 1. Januar 1940 offiziell abberufen und Rudolf Jordan übernahm die Führung der ab jetzt wieder Landesregierung genannten Institution.
| Kabinett Freyberg – 21. Mai 1932 bis 1. Januar 1940 \| Amt \| Name \| Partei \| \| ----------------------------------------------- \| ------------------------- \| ------ \| \| Staatsminister (Ministerpräsident) \| Dr. Alfred Freyberg \| NSDAP \| \| Staats- und Finanzminister (bis 18. April 1933) \| Dr. Willy Knorr \| DNVP \| \| Ehrenamtlicher Staatsrat (ab 13. Mai 1933) \| Joachim Albrecht Eggeling \| NSDAP \| \| Ehrenamtlicher Staatsrat (ab Juni 1937) \| Hans Petersen \| NSDAP \| |                           |        |
| Amt | Name                      | Partei |
| Staatsminister (Ministerpräsident) | Dr. Alfred Freyberg       | NSDAP  |
| Staats- und Finanzminister (bis 18. April 1933) | Dr. Willy Knorr           | DNVP   |
| Ehrenamtlicher Staatsrat (ab 13. Mai 1933) | Joachim Albrecht Eggeling | NSDAP  |
| Ehrenamtlicher Staatsrat (ab Juni 1937) | Hans Petersen             | NSDAP  |